# Giambattista Costaguti
Giambattista Costaguti (Roma, 1636 - Roma, 8 de março de 1704) foi um cardeal italiano do século XVII.

## Biografia
Nasceu em Roma em 1636. De uma ilustre família genovesa. Filho de Prospero Costaguti, marquês de Sipicciano e de Rocca Elvezia, e sua segunda esposa, a condessa Vidman. Meio-irmão do cardeal Vincenzo Costaguti (1643). Tio-avô do cardeal Baldassare Cenci, Jr. (1761), por parte de mãe. Seu primeiro nome também está listado como Giovanni Battista.
Clérigo da Câmara Apostólica, presidente da Zeccha e da Annona, 1669. Decano da Câmara Apostólica.
Criado cardeal-sacerdote no consistório de 13 de fevereiro de 1690; recebeu o chapéu vermelho em 16 de fevereiro de 1690; e o título de S. Bernardo alle Terme em 10 de abril de 1690. Recebeu dispensa para receber todas as ordens sagradas fora das Têmporas e sem intervalos de tempo entre elas, em 18 de julho de 1690. Participou do conclave de 1691, que elegeu o Papa Inocêncio XII. Optou pelo título de S.Anastasia, em 12 de novembro de 1691. Participou do conclave de 1700, que elegeu o Papa Clemente XI.
Morreu em Roma em 8 de março de 1704, às 15 horas, em seu palácio romano. Exposto na igreja de S. Carlo ai Catinari, em Roma, onde se realizou o funeral a 10 de março de 1704, e sepultado na capela por ele construída para si nessa mesma igreja.